# Пјетрапијана (Фиренца)
Пјетрапијана је насеље у Италији у округу Фиренца, региону Тоскана.
Према процени из 2011. у насељу је живело 780 становника. Насеље се налази на надморској висини од 481 м.